# Ђурђевдански лептир
Ђурђевдански лептир (лат. Zerynthia cerisy) врста је дневног лептира из породице једрилаца (лат. Papilionidae).

## Опис врсте
Српски назив лептира изведен је из периода појављивања ове врсте у време празника Ђурђевдана. Латински назив врста носи у част француског ентомолога Александра Луја Лефевра де Серизија. Од ускршњег лептира се најлакше разликује по репићима на задњем крилу. Женке су доста тамније од мужјака. Јавља се рано у пролеће и насељава слична станишта као и ускршњи лептир, а неретко залази у насељена места. Гусенице су активне од средине априла до јуна, а врста презимљава у стадијуму лутке.
Гусенице првог ступња су здепастог тела, а интегумент је сивкасте боје, прекривен сетама. Трнолике структуре на интегументу које носе сете, сколуси, су у овој фази тек у зачетку. По наредном пресвлачењу, субдорзални сколуси добијају жуту боју. Гусенице каснијих ступњева имају наранџасте сколусе, чији врхови могу бити црни. Интегумент остаје сиво-црн, или читавом површином или дуж широког медиодорзалног поља.  Често се виђају на путевима, где се убрзано крећу у потрази за погодним место за улуткавање.

## Синоними и подврсте
- (Godart, 1824)
- Godart, 1824; Ency. Methodique 9: 812
- Godart, 1822; Mém. Soc. linn. Paris 2: 234, pl. 20, f. 3-4
- Fruhstorfer, 1906 Soc. Ent. 21 (19): 147, Типски локалитет: Родос
- Abadjiev, 2002, Neue Ent. Nachr. 23: 8
- Sala & Bollino, 1994 Далмација, (Макарска), Типски локалитет: Макарска, Далмација, Хрватска
- Sala & Bollino, 1994 Северна Грчка, Типски локалитет: Флорина
- Stichel, 1907 Албанија, Бугарска, Типски локалитет: Бугарска
- Sijaric, 1990 Херцеговина, Типски локалитет: Херцеговина.

## Распрострањеност и станиште

### Распрострањеност
Распрострањеност ђурђевданског лептира везана је за Балкан, делове Турске и Блиског истока.

### Распрострањеност у Србији
Донедавно је ова врста налажена искључиво у јужном и источном делу Србије, али се од 2015. године бележи ширење њеног ареала дуж Велике Мораве.

### Станиште
Лептир се обично налази у близини насељених места за разлику од свог сродника, ускршњег лептира, којег ћете пре наћи покрај река. Генерално, виђа се на свим полу-отвореним стаништима на којима расте биљка хранитељка. И јаја и гусенице се најчешће налазе на наличју листу.

### Биљка хранитељка
Гусенице ђурђевданског лептира хране се листовима вучје јабука (лат. Aristolochia clematitis).